# 祈年大街
39°53′41″N 116°24′44″E / 39.8947429°N 116.4121965°E
祈年大街是北京市东城区中部的一条大街。

## 简介
2004年4月20日，祈年大街正式通车。祈年大街北起台基厂大街南口，南到天坛北门，正对天坛祈年殿，全长1398米，道路规划红线宽31.6米，为北京市路网加密重点工程之一，属于城市次干路。设计为两上两下四车道，两侧设有自行车道以及人行步道。祈年大街的开通，使得可以从天坛公园北门笔直通往王府井商业区。